# 남부산우체국
남부산우체국(南釜山郵遞局)은 대한민국 부산광역시 수영구 남천동에 있는 부산광역시 남구 일원 및 수영구 일원을 관할하는 부산지방우정청 소속의 우체국이다.

## 연혁
- 1986년 7월 1일: 개국 (대통령령 제11911호)
- 1992년 11월 27일: 증축 (4층)
- 1997년 7월 1일: 관내국 편제개편 (부산대연:5급 → 6급국으로 흡수)
- 2001년 11월 30일: 부산광안1동우편취급소 폐국[1]
- 2001년 12월 1일: 부산문전우편취급소 신설[2]
- 2006년 5월 1일: 부경대용당캠퍼스우편취급소 개국[3]
- 2006년 10월 2일: 부경대학교대연캠퍼스우체국을 부경대학교우체국으로, 동명대학우체국을 동명대학교우체국으로 명칭 변경[4]
- 2008년 12월 22일: 부산우암동우체국 폐국[5]
- 2014년 1월 1일: 우편구역을 다음과 같이 고시[6]

| 배달국       | 배달구역            | 구역번호                    |
| ------------ | ------------------- | --------------------------- |
| 남부산우체국 | 수영구, 남구 전지역 | 48200 ~ 48318 48400 ~ 48595 |

- 2014년 6월 23일: 신청사 개축
- 2014년 6월 30일: 경성대학교우체국 폐국[7]
- 2014년 7월 4일: 부경대학교우체국, 동명대학교우체국 폐국[7]
- 2014년 7월 7일: 동명대학교우편취급국 설치[8]
- 2014년 10월 31일: 부산용당우편취급국 위탁계약 해지[9]
- 2014년 11월 3일: 부산용당우편취급국 재개국[9]
- 2015년 1월 2일: 경성대학교우편취급국 개국[10]
- 2017년 7월 17일: 부산부전시장우편취급국을 부산진구 부전로 196에서 부산진구 동성로108번길 4로 이전하고 명칭을 부산전포동우편취급국으로 변경[11]
- 2017년 8월 1일: 부경대학교우편취급국 위탁계약 해지 및 재개국[12]
- 2020년 2월 28일 : 동명대학교우편취급국을 동명대학교 산학협력관에서 구 동명공업고등학교 행정실로 이전[13]
- 2020년 11월 2일 : 부산대연못골우편취급국, 부산우암2동우편취급국 위탁계약 해지 및 폐국[14]

## 관할 우체국
| 우체국명                     | 사진 | 주소                                            | 비고                                                                         |
| ---------------------------- | ---- | ----------------------------------------------- | ---------------------------------------------------------------------------- |
| 경성대학교우체국             |      | 부산광역시 남구 수영로 309, 경성대학교(대연동)  | 2014년 6월 30일 폐국                                                         |
| 경성대학교우편취급국         |      | 부산광역시 남구 수영로 309 (대연동)             | 2015년 1월 2일 신설                                                          |
| 동명대학교우체국             |      | 부산광역시 남구 신선로 428 (용당동)             | 2006년 10월 2일 동명대학우체국에서 명칭 변경 2014년 7월 4일 폐국             |
| 동명대학교우편취급국         |      | 부산광역시 남구 신선로 428 (용당동)             | 2014년 7월 7일 신설                                                          |
| 부경대용당캠퍼스우편취급소   |      | 부산광역시 남구 용당동 산321                    | 2006년 5월 1일 신설                                                          |
| 부경대학교우체국             |      | 부산광역시 남구 용소로 45 (대연동)              | 2006년 10월 2일 부경대학교대연캠퍼스우체국에서 명칭 변경 2014년 7월 4일 폐국 |
| 부경대학교우편취급국         |      | 부산광역시 남구 용소로 45 (대연동)              |                                                                              |
| 부산감만동우체국             |      | 부산광역시 남구 우암로 84 (감만동)              |                                                                              |
| 부산광안1동우편취급소        |      | 부산광역시 수영구 광안1동 701-2                 | 2001년 11월 19일 폐국                                                        |
| 부산광안2동우편취급국        |      | 부산광역시 수영구 광안로16번길 66 (광안동)      |                                                                              |
| 부산광안동우체국             |      | 부산광역시 수영구 수영로 619 (광안동)           |                                                                              |
| 부산대연3동우편취급국        |      | 부산광역시 남구 수영로 312 (대연동)             |                                                                              |
| 부산대연4동우체국            |      | 부산광역시 남구 석포로 107 (대연동)             |                                                                              |
| 부산대연못골우편취급국       |      | 부산광역시 남구 진남로 130 (대연동)             | 2020년 11월 2일 폐국                                                         |
| 부산대연우체국               |      | 부산광역시 남구 못골로 97 (대연동)              |                                                                              |
| 부산망미1동우편취급국        |      | 부산광역시 수영구 망미로8번길 40-1 (망미동)     |                                                                              |
| 부산망미동우체국             |      | 부산광역시 수영구 과정로 64 (망미동)            |                                                                              |
| 부산문전우편취급국           |      | 부산광역시 남구 전포대로 106-1 (문현동)         | 2001년 12월 1일 신설                                                         |
| 부산문현동우체국             |      | 부산광역시 남구 수영로 56 (문현동)              |                                                                              |
| 부산민락동우체국             |      | 부산광역시 수영구 광안해변로255번길 59 (민락동) |                                                                              |
| 부산분포우체국               |      | 부산광역시 남구 신선로 566-1 (용호동)           |                                                                              |
| 부산삼익비치아파트우편취급국 |      | 부산광역시 수영구 남천동로24번길 22 (남천동)    |                                                                              |
| 부산수영동우체국             |      | 부산광역시 수영구 수영로725번길 33 (수영동)     |                                                                              |
| 부산용당우편취급국           |      | 부산광역시 남구 신선로 339 (용당동)             |                                                                              |
| 부산용호동우체국             |      | 부산광역시 남구 용호로 163 (용호동)             |                                                                              |
| 부산우암동우체국             |      | 부산광역시 남구 우암1동 67-2                    | 2008년 12월 20일 폐국                                                        |
| 부산우암2동우편취급국        |      | 부산광역시 남구 우암로 240 (우암동)             | 2020년 11월 2일 폐국                                                         |
| 부산전포동우편취급국         |      | 부산광역시 부산진구 동성로108번길 4 (전포동)    | 2017년 7월 17일 부산부전시장우편취급국에서 명칭 변경 및 이전                 |

## 조직
- 영업과
- 우편물류과
- 소포영업과
- 지원과
- 경영지도실